# Gérard Bourgeois
Gérard Bourgeois (Ginevra, 18 agosto 1874 – Parigi, 15 dicembre 1944) è stato un regista e sceneggiatore svizzero che lavorò in Francia all'epoca del cinema muto.

## Biografia
Attore teatrale, divenne direttore artistico della Société des Phonographes & Cinématographes Lux nel 1908 per poi lavorare per la Pathé-Frères nel 1911 e per la Éclair nel 1914. Durante il periodo alla Pathè realizzò alcuni film della serie del detective Nick Winter, interpretato da Georges Vinter. Concluse la sua carriera lavorando, tra il 1923 e il 1925, con il produttore e regista tedesco Harry Piel in una serie di coproduzioni franco-tedesche.
La sua vastissima produzione comprende soprattutto melodrammi sociali e film storici. Dopo la guerra si specializza nei serial.

## Filmografia

### Regista
- Cœurs brisés (1908)
- Dévouement d'enfant (1908)
- La Faute d'une mère (1908)
- La Fille du braconnier (1908)
- La Légende des étoiles (1908)
- La Vengeance de Mandel (1908)
- La Vente du diable (1908)
- La Voix du coeur (1908)
- Le Fou de la falaise (1908)
- Le Secret du récif (1908)
- L'Épave (1908)
- Les Débuts d'un aviateur (1908)
- Louis XVII (1908)
- Un drame sous Richelieu (1908)
- Au pays des tulipes (1909)
- Dans la tourmente (1909)
- Frédéric le Grand (1909), corealizzazione con Jean Durand
- La Fiancée du corsaire (1909)
- La Fin d'un beau rêve (1909)
- La Flûte de Pan (1909)
- La Momie du roi (1909)
- La Petite joueuse d'orgue (1909)
- La Petite Marquise (1909)
- La Vendéenne (1909)
- La Vendetta (1909)
- La Vengeance du sire de Guildo (1909)
- L'Affreux Devoir (1909)
- L'Amour et la guerre (1909)
- L'Atroce Vengeance (1909)
- Le Bon Chemineau (1909)
- Le Bouffon du roi (1909)
- Le Casque du dragon (1909)
- Le Chien du matelot (1909)
- Le Coffre-fort (1909)
- Le Conscrit de 1809 (1909)
- Le Pèlerin aveugle (1909)
- Le Petit Tambour de la république (1909)
- Le Repentir (1909)
- Le Retour de Colombine (1909)
- Le Soulier de Cendrillon (1909)
- Le Vertige de l'or (1909)
- L'Enfant adoptif (1909)
- L'Enfant de la folle (1909)
- Les Deux Épaves (1909)
- L'Héritage volé (1909)
- Les progrès de la science en l'an 2000 (Life in the Next Century) (1909)
- Nantilde (1909)
- Piétro le bandit (1909)
- Sous le drapeau (1909)
- Un drame sur la côte bretonne (1909)
- Un mauvais gars (1909)
- Père justicier (1910)
- L'Homme aux deux visages (1910)
- Hamlet (1910)
- Le Vieux briscard (1910)
- Les Fleurs (1910)
- Les Clefs de Saint-Pierre (1910)
- Le Récit d'un vieux soldat (1910)
- Le Nouveau Marquis (1910)
- Le Ménestrel (1910)
- La Vierge de Tonio (1910)
- La Vengeance de l'histrion (1910)
- La Folle (1910)
- La Fin du vieux vagabond (1910)
- La Fille du forçat (1910)
- Frères ennemis (1910)
- Fatima (1910)
- Dernier duel (1910)
- Rico le bouffon (1910)
- Charles Quint (1910)
- Vincent le boiteux (1911)
- Vidocq (1911)
- Une aventure de Van Dyck (1911)
- Son fils (1911)
- Service secret (1911)
- Rose sauvage (1911)
- Richelieu (1911)
- Nick Winter et le vol de la Joconde o C'est Nick Winter qui a retrouvé la Joconde (1911), possibile regista
- Nick Winter et l'affaire du Célébric Hôtel (1911)
- Nick Winter contre Nick Winter (1911)
- Le Vieux facteur (1911)
- Le Donge de Nick Winter (1911)
- Le Sacrifice d'Absalon (1911)
- Le Roman d'une pauvre fille (1911)
- Le Rêve brisé (1911)
- Le Moulin du Val-Joli (1911)
- Le Joueur d'orgue électrisé (1911)
- Le Démon du jeu (1911)
- Le Crime de Jacques Morel (1911)
- Le Cœur, la Rose et le Poignard (1911)
- La Vengeance de Dieu (1911)
- Latude ou Trente-cinq ans de captivité (1911), corealizzazione con Georges Fagot
- La Rivale de Richelieu (1911)
- L'Amie de l'orphelin (1911)
- La Folie du Docteur Knaff (1911)
- La Dot de l'empereur (1911)
- Gloire d'un jour (1911)
- Fils indigne (1911)
- Danseuse de Montmartre (1911)
- Cœur de Bohémienne (1911)
- Cartouche (1911)
- Cadoudal (1911)
- Cabotine (1911)
- L'Accident (1911)
- Rival de Satan (1911)
- Le Mystère du château de Beaufort (1911)
- Victimes de l'alcoolisme o Les Victimes de l'alcool (1911)
- Une vengeance d'Edgar Poë (1912)
- Le fumiste (1912)
- Le Frère d'armes (1912)
- L'Attrait de Paris (1912)
- Méprise fatale (1912)
- La Conquête du bonheur (1912)
- Les Apaches (1913)
- L'Absente (1913)
- La Justicière - Épisode 1: Le mystérieux voyageur (1913), corealizzazione con Victorin Jasset
- La Justicière - Épisode 2: L'anneau de la morte (1913), corealizzazione con Victorin Jasset
- La Justicière - Épisode 3: L'expiation (1913), corealizzazione con Victorin Jasset
- Fascination (1913)
- La Nièce d'Amérique (1913)
- Le Serment de Dolorès (1914)
- L'Affaire d'Orcival (1914)
- La Maison du passeur (1915)
- Le Réprouvé (1915)
- La Revanche de l'orphelin (1915)
- L'Aventurier (1915)
- L'Ambitieuse (1915)
- Christophe Colomb o La Vie de Christophe Colomb (1916)
- Un coup de feu dans la nuit (1916)
- L'Ombre du passé (1916)
- Le Capitaine noir (1917)
- Protéa IV ou Les mystères du château de Malmort (1917)
- Fauvette (1918)
- Le Fils de la nuit (1919)
- Les Mystères du ciel (1920)
- Un drame sous Napoléon (1921)
- La Dette de sang o René Kervan (1922)
- Faust (1922)
- Terreur (1924) - corealizzazione con Edward José
- Der Mann ohne Nerven, co-regia di Harry Piel (1924)
- Face à la mort, co-regia di Harry Piel (1925)
- Zigano, co-regia di Harry Piel (1925)

### Sceneggiatore
- La Maison du passeur (1915)
- Protea III - Verso la morte (Protéa III ou La course à la mort), regia di Joseph Faivre
- Protéa IV ou Les mystères du château de Malmort (1917)
- Face à la mort o Au secours o Plus rapide que la mort (1925)
- Mam'zelle Bonaparte, regia di Maurice Tourneur, romanzo corealizzato con Pierre Chanlaine